# Syndactyla striata
A Syndactyla striata a madarak (Aves) osztályának verébalakúak (Passeriformes) rendjébe és a fazekasmadár-félék (Furnariidae) családjába tartozó faj.

## Rendszerezése
A fajt Melbourne Armstrong Carriker amerikai ornitológus írta le 1935-ben, az Anachilus nembe Anachilus striatus néven. Jelenlegi besorolása vitatott, egyes szervezetek a Simoxenops nembe sorolják Simoxenops striatus néven.

## Előfordulása
Bolívia és Peru területén honos. A természetes élőhelye a szubtrópusi vagy trópusi síkvidéki és hegyi esőerdők.

## Megjelenése
Testhossza 19–20 centiméter, testtömege 37,5–48,5 gramm.

## Életmódja
Ízeltlábúakkal táplálkozik.